# شيزوكا (مدينة)

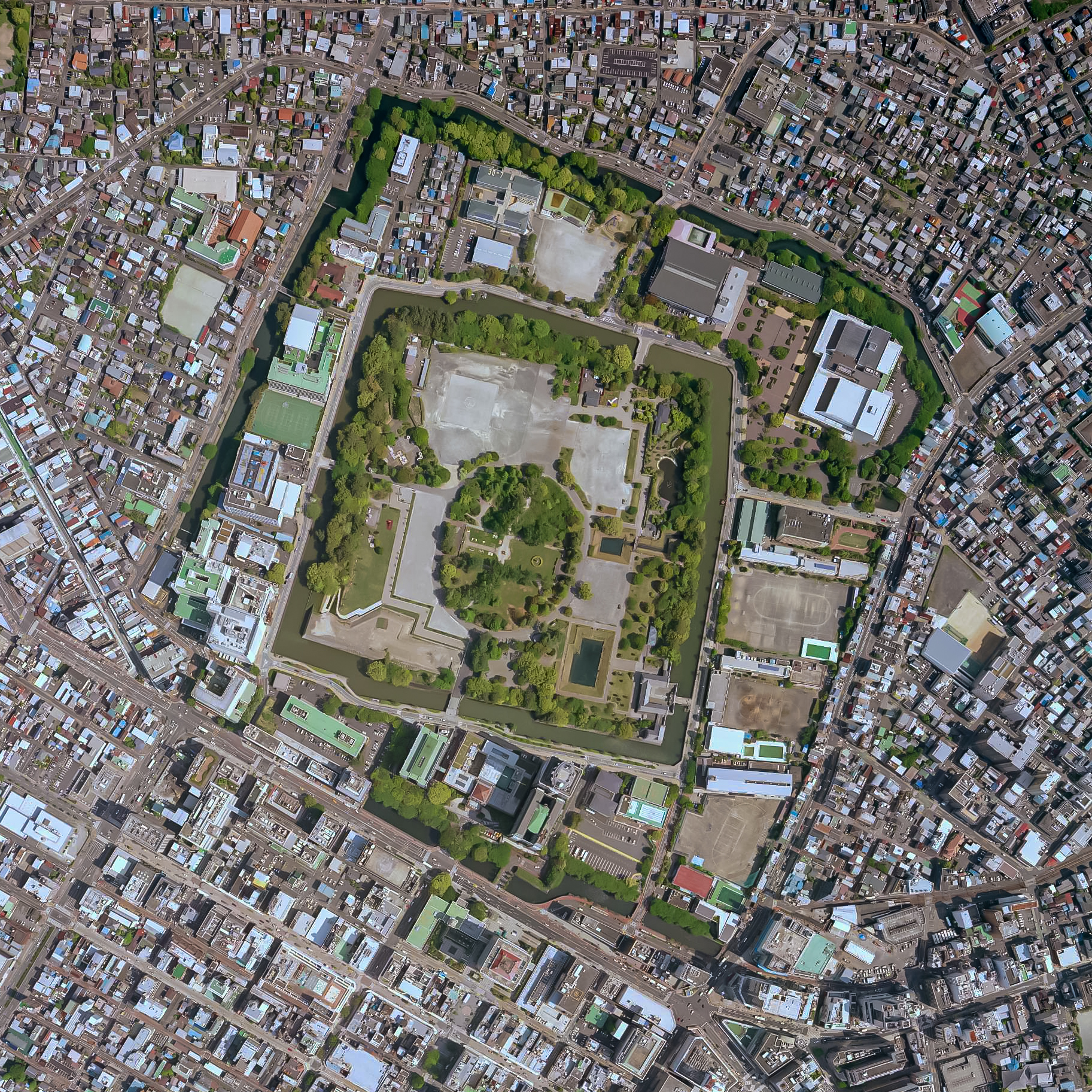
صورة جوية لقصر سومبو، ولجزء من المدينة

شيزوؤكا (باليابانية: 静岡市 شيزوكا-شي) هي مدينة في اليابان، عاصمة المحافظة التي تحمل نفس الاسم، تقع في جنوبي جزيرة هونشو، وعلى خليج سوروغا، وتعتبر من المدن المختارة.
تعتبر المدينة مقرا للصناعات المحلية، وتضم عدة مصانع متخصصة في تهيئة الخشب المقوى، الشاي والحمضيات (البرتقال)، بالموازاة مع هذه الصناعات تطورت في شيزوكا صناعات تقليدية على غرار صناعة الورنيش الياباني.
تم سنة 1936 إلحاق مدينة هيكوما بمدينة شيزوكا. وأسست أول جامعة فيها سنة 1949. في عام 2002 كانت شيزوكا إحدى المدن التي احتضنت فعاليات كأس العالم لكرة القدم 2002، وتم بتلك المناسبة تجهيزها بملعب سعته 51.000 متفرج.

## المناخ
يظهر الجدول التالي التغييرات المناخية على مدار السنة لشيزوكا:
| البيانات المناخية لـشيزوكا                | البيانات المناخية لـشيزوكا | البيانات المناخية لـشيزوكا | البيانات المناخية لـشيزوكا | البيانات المناخية لـشيزوكا | البيانات المناخية لـشيزوكا | البيانات المناخية لـشيزوكا | البيانات المناخية لـشيزوكا | البيانات المناخية لـشيزوكا | البيانات المناخية لـشيزوكا | البيانات المناخية لـشيزوكا | البيانات المناخية لـشيزوكا | البيانات المناخية لـشيزوكا | البيانات المناخية لـشيزوكا |
| الشهر                                     | يناير                      | فبراير                     | مارس                       | أبريل                      | مايو                       | يونيو                      | يوليو                      | أغسطس                      | سبتمبر                     | أكتوبر                     | نوفمبر                     | ديسمبر                     | المعدل السنوي              |
| ----------------------------------------- | -------------------------- | -------------------------- | -------------------------- | -------------------------- | -------------------------- | -------------------------- | -------------------------- | -------------------------- | -------------------------- | -------------------------- | -------------------------- | -------------------------- | -------------------------- |
| الدرجة القصوى °م (°ف)                     | 25.7 (78.3)                | 26.2 (79.2)                | 26.6 (79.9)                | 33.3 (91.9)                | 33.9 (93.0)                | 38.3 (100.9)               | 38.4 (101.1)               | 38.7 (101.7)               | 37.1 (98.8)                | 33.9 (93.0)                | 28.0 (82.4)                | 24.5 (76.1)                | 38.7 (101.7)               |
| متوسط درجة الحرارة الكبرى °م (°ف)         | 11.5 (52.7)                | 12.0 (53.6)                | 14.8 (58.6)                | 19.5 (67.1)                | 23.0 (73.4)                | 25.7 (78.3)                | 29.5 (85.1)                | 30.8 (87.4)                | 27.9 (82.2)                | 23.1 (73.6)                | 18.4 (65.1)                | 14.0 (57.2)                | 20.9 (69.6)                |
| المتوسط اليومي °م (°ف)                    | 6.7 (44.1)                 | 7.3 (45.1)                 | 10.3 (50.5)                | 14.9 (58.8)                | 18.8 (65.8)                | 22.0 (71.6)                | 25.7 (78.3)                | 27.0 (80.6)                | 24.1 (75.4)                | 18.9 (66.0)                | 13.9 (57.0)                | 9.0 (48.2)                 | 16.5 (61.7)                |
| متوسط درجة الحرارة الصغرى °م (°ف)         | 1.8 (35.2)                 | 2.5 (36.5)                 | 5.7 (42.3)                 | 10.4 (50.7)                | 14.7 (58.5)                | 18.8 (65.8)                | 22.7 (72.9)                | 23.8 (74.8)                | 20.8 (69.4)                | 15.0 (59.0)                | 9.4 (48.9)                 | 4.1 (39.4)                 | 12.5 (54.5)                |
| أدنى درجة حرارة °م (°ف)                   | −6.8 (19.8)                | −5.8 (21.6)                | −4.6 (23.7)                | −1.4 (29.5)                | 5.1 (41.2)                 | 12.5 (54.5)                | 15.4 (59.7)                | 16.9 (62.4)                | 10.6 (51.1)                | 3.9 (39.0)                 | −1.7 (28.9)                | −5.1 (22.8)                | −6.8 (19.8)                |
| معدل هطول الأمطار مم (إنش)                | 71.6 (2.82)                | 102.2 (4.02)               | 212.5 (8.37)               | 237.2 (9.34)               | 221.5 (8.72)               | 283.3 (11.15)              | 279.7 (11.01)              | 245.4 (9.66)               | 304.3 (11.98)              | 171.8 (6.76)               | 132.8 (5.23)               | 59.6 (2.35)                | 2٬324٫9 (91.53)            |
| متوسط الأيام الممطرة                      | 11.3                       | 12.1                       | 17.4                       | 16.0                       | 16.6                       | 19.7                       | 20.4                       | 17.7                       | 19.4                       | 16.9                       | 12.4                       | 9.9                        | 189.8                      |
| متوسط الرطوبة النسبية (%)                 | 57.4                       | 58.0                       | 62.7                       | 68.4                       | 72.6                       | 78.5                       | 79.7                       | 77.9                       | 76.4                       | 72.1                       | 67.8                       | 61.6                       | 69.4                       |
| ساعات سطوع الشمس الشهرية                  | 206.4                      | 185.4                      | 190.3                      | 184.6                      | 188.7                      | 139.4                      | 162.4                      | 204.6                      | 153.5                      | 160.3                      | 170.7                      | 198.5                      | 2٬144٫8                    |
| المصدر #1: وكالة الأرصاد الجوية اليابانية |                            |                            |                            |                            |                            |                            |                            |                            |                            |                            |                            |                            |                            |
| المصدر #2: وكالة الأرصاد الجوية اليابانية |                            |                            |                            |                            |                            |                            |                            |                            |                            |                            |                            |                            |                            |

## توأمة
لشيزوكا (شيزوكا) اتفاقيات توأمة مع كل من:
- كان
- أوماها
- ستوكتون
- هوي
- موروان

## مشاهير من شيزوكا
- يوشيتاكا أمانو رسام مانغا.
- تيتسويا إيشيدا رسام.

## أعلام
- ماساشي ناكاياما
- ماكوتو أووكا
- كازويوشي ميورا
- ماسانوري ساندا
- تاكاشي هيرانو
- أكينوري نيشيزاوا
- تاكومي هوريكي
- السيدة سايجو
- كونيو أوغاوا